# 延嗣寧国
延嗣寧国（えんしねいこく）は西夏の毅宗の治世で用いられた元号。1049年。

## 西暦・干支との対照表
| 延嗣寧国 | 元年   |
| 西暦     | 1049年 |
| 干支     | 己丑   |